# Cratere Vali
Vali è un cratere sulla superficie di Callisto.